# Tempel van Pudicitia Patricia
De Tempel van Pudicitia Patricia (Latijn:Sacellum Pudicitiae Patriciae) was een tempel of schrijn ter ere van Pudicitia, de godin van de kuisheid, in het oude Rome.
In deze tempel werd Pudicitia alleen vereerd door patricische vrouwen die slechts eenmaal getrouwd mochten zijn. De tempel wordt meestal aangeduid als een sacellum, een kleine en eenvoudige tempel waarin wel een cultusbeeld en een altaar stonden.
De tempel stond op het Forum Boarium, maar er zijn geen restanten van teruggevonden. Volgens Livius stond het heiligdom ad aedem rotundam Herculis; bij de ronde tempel van Hercules. Festus plaatst deze tempel naast de tempel van Hercules die door een lid van de gens Aemilia was gebouwd. Zo'n tempel is echter niet bekend. De ronde Tempel van Hercules Invictus staat echter nog steeds op het voormalige Forum Boarium. Als dit de tempel is die Livius bedoelde, dan stond de Tempel van Pudicitia Patricia daar direct naast.
Het exclusieve karakter van deze tempel bleek in 296 v.Chr., toen de patricische vrouw Virginia de plebejische consul Lucius Volumnius Flamma Violens trouwde. Zij wilde na het huwelijk de Tempel van Pudicitia bezoeken, maar werd de toegang geweigerd door andere patricische vrouwen. Hierop richtte zij in haar eigen huis aan de Vicus Longus een nieuw heiligdom voor Pudicitia op; de Tempel van Pudicitia Plebeia, waar ook plebejische vrouwen de godin mochten vereren. Vanaf deze tijd kreeg de tempel op het Forum Boarium de toevoeging patricia, om het onderscheid duidelijk te maken.

## Bron
- L. Richardson, jr, A New Topographical Dictionary of Ancient Rome, Baltimore - London 1992. pp.322 ISBN 0801843006